# Paul Gottfried Sperling
Paul Gottfried Sperling (* 18 de Fevereiro de 1652 em Wittenberg; † 23 de Fevereiro de 1709 na mesma cidade) foi um médico e autor alemão.  Ele era filho do também médico e zoólogo alemão Johann Sperling (1603-1658) e sua esposa Elisabeth Müller.

## Obras Principais
- De Pervigilio, Consentiente. Jena 1680
- Lectori Benevolo, inprimis Medicinae Ac Rei Herbariae Studiosis. Wittenberg 1695
- Ad Anatomen Publicam Cadaveris Foeminei officiose. Wittenberg 1697
- De aretissimo animae et corporis vinculo. Wittenberg 1698
- Lectori Benevolo S. P. D. Eumque Ad Anatomen Publicam, Cadaveris Masculini, officiose invitat. Wittenberg 1703